# Rein Snapper
Reinier Wijnand (Rein) Snapper (Woerden, 28 februari 1907 - Ammerzoden, 9 december 1988) was een Nederlands tekenaar, illustrator, houtsnijder, graficus en boekbandontwerper.  Hij is afkomstig uit een Nederlands Hervormde familie. Snapper volgde een opleiding aan de Rijksnormaalschool in Amsterdam. Voor verschillende uitgevers maakte hij boekillustraties en verzorgde hij omslagen en boekbandontwerpen. Zijn eerste vrouw, Mies Bloch, afkomstig uit een joodse familie, met wie hij samenwerkte, was illustratrice van kinderboeken en maakte portretten. Hun dochter Saskia Weishut-Snapper is ook een bekende kunstenares. Het echtpaar scheidde in 1951.
Hij hertrouwde in 1949 met de eveneens uit een joodse familie afkomstige Mary Goudvis en met haar woonde hij eerst in Amsterdam en later, vanaf 1969, in Zaltbommel. Mary Goudvis is bekend vooral door haar dierengravures en fijne bloem-aquarellen. Haar werk is veel zeldzamer dan dat van Snapper.
- Biografisch Portaal: 64178695
- Digitale Bibliotheek voor de Nederlandse Letteren: snap003
- Gemeinsame Normdatei: 1053274955
- International Standard Name Identifier: 0000 0003 9344 9589
- Nederlandse Thesaurus van Auteursnamen: 073362352
- RKD-Nederlands Instituut voor Kunstgeschiedenis: 73633
- Virtual International Authority File: 287730250
- WorldCat: E39PBJmDrDQ8M9rMCYdpWBCmh3